# Бонавена, Оскар
Оскар Наталио «Ринго» Бонавена (25 сентября 1942 — 22 мая 1976) — аргентинский профессиональный боксер итальянского происхождения в супертяжелом весе с рекордом в карьере: 58 побед, 9 поражений и 1 ничья.
Крепкий, энергичный панчер, он получил прозвище «Ринго» из-за своей стрижки «Битлз» и пользовался профессиональным успехом как в Аргентине, так и в США. Его помнят за то, что он жестко дрался с Джо Фрейзером и Мухаммедом Али. Был застрелен охранником публичного дома близ Рино (США) при конфликте с его владельцем.